# FK Laktaši
Der Fudbalski Klub Laktaši ist ein bosnisch-herzegowinischer Fußballverein aus Laktaši in der Republika Srpska. Der Verein spielt aktuell in der dritthöchsten Spielklasse Bosnien und Herzegowinas, der Druga Liga RS. Die Vereinsfarben sind blau-weiß-rot.

## Allgemeines
Der Verein wurde 1974 gegründet und spielt im Gradski Stadion Laktaši, das 5.000 Zuschauer fasst. In der Saison 2007/08 wurde die Mannschaft als Aufsteiger Zehnter der ersten bosnischen Liga.
Der Verein wird vom Präsidenten der Republika Srpska, Milorad Dodik gesponsert und finanziert, dadurch lässt sich der schnelle Aufstieg von der 3. Liga in die 1. Liga erklären.
Das Ziel des Vereins ist es Meister zu werden, dafür wurde im Frühjahr 2008 ein Fünfjahresvertrag mit dem Brasilianer Perreira da Silva abgeschlossen, der zuvor beim brasilianischen Topklub Flamengo Rio de Janeiro spielte. Der Wechsel kostete den Verein 1,5 Mio. Euro, was eine Rekordsumme in Bosnien ist. Dazu wurden noch der Dribbelkünstler Simbasi, direkt aus Sambia, und der bullige Stürmer Hamada (gebürtiger Somalier) aus Dubai geholt.
In der Winterpause der Saison 2009/10 verpflichtete der Verein den deutschen Trainer Thomas Geist, der zuvor in der Landesliga den SV Sonsbeck betreut hatte. Trotz aller Bemühungen stieg der Verein jedoch nach dem Ende der folgenden Halbserie in die Prva Liga (zweithöchste Spielklasse) ab.

## Trainer
- Dragoslav Stepanović (2010–2014)